# Anacamptodes takenaria
Anacamptodes takenaria är en fjärilsart som beskrevs av Richard F. Pearsall 1909. Anacamptodes takenaria ingår i släktet Anacamptodes och familjen mätare. Inga underarter finns listade i Catalogue of Life.